# Tucker Knight
Levi Rolla Cooper (ur. 24 lipca 1990 w Clackamas) – amerykański profesjonalny wrestler, obecnie występujący w federacji WWE w rozwojowym brandzie NXT pod pseudonimem ringowym Tucker Knight.

## Wczesne życie
Cooper uczęszczał do North Marion High School, w którym praktykował amatorskie zapasy. Trenował na poziomie kolegiackim w Portland State University, California State University i Arizona State University. Ponadto zajął ósme miejsce w mistrzostwach NCAA Wrestling Championship w 2011.

## Kariera profesjonalnego wrestlera

### WWE

#### NXT (od 2013)
Cooper przyłączył się do WWE w 2013 po ukończeniu koledżu. Tego samego roku rozpoczął treningi w WWE Performance Center i przyjął pseudonim ringowy Tucker Knight.
Knight zadebiutował w ringu podczas live eventu rozwojowego brandu NXT w dniu 24 stycznia 2015, gdzie przegrał z Tyem Dillingerem. Jego telewizyjny debiut nastąpił 1 lipca podczas odcinka tygodniówki NXT, gdzie w roli jobbera przegrał z Baronem Corbinem. Do końca 2015 i na początku 2016 kontynuował występy, by przegrywając promować innych wrestlerów.
W lipcu 2016, Knight uformował drużynę z Otisem Dozovicem i zaczęli występować jako „Heavy Machinery”. Duo wzięło udział w turnieju Dusty Rhodes Tag Team Classic 2016, jednakże zostali pokonani przez Austina Ariesa i Rodericka Stronga w pierwszej rundzie. Dozovic i Knight powrócili 29 marca 2017 w odcinku NXT i po raz pierwszy odnieśli zwycięstwo pokonując Mike'a Marshalla i Jonathana Ortaguna. W kwietniu 2018, Knight odbył swój debiut w głównym rosterze występując na gali Greatest Royal Rumble w Arabii Saudyjskiej. Wystąpił podczas 50-osobowego Royal Rumble matchu jako 22. zawodnik i wyeliminował Drewa Gulaka, lecz został wyrzucony z ringu przez Big E.

## Styl walki
- Inne ruchy
  - Bearhug
  - Body avalanche

- Z Otisem Dozovicem
  - Drużynowe Finishery
    - The Compactor (Aided falling powerslam)

  - Inne ruchy drużynowe
    - Dozovic wykonujący scoop slam Tuckerem Knightem w przeciwnika[9][10]

- Przydomki
  - „Tucky”

- Motywy muzyczne
  - „Full Out” ~ Eve S. Dowdle[11] (NXT; 2016)
  - „Deny Them Pain” ~ Saltybeats (NXT; 19 października 2016)
  - „Heavy” ~ CFO$ (NXT; od 29 marca 2017; używany podczas współpracy z Otisem Dozovicem)

## Mistrzostwa i osiągnięcia
- Pro Wrestling Illustrated
  - PWI umieściło go w top 500 wrestlerów rankingu PWI 500 na 404. miejscu w 2017[12]